# Let There Be Rock (Lied)
Let There Be Rock ist ein Lied der australischen Hard-Rock-Band AC/DC aus dem Jahr 1977.

## Entstehung und Veröffentlichung
Das Lied wurde von den AC/DC-Mitgliedern Bon Scott, Angus Young und Malcolm Young getextet und komponiert. Die Produktion erfolgte durch Robert Lange.
Die Erstveröffentlichung von Let There Be Rock erfolgte als Teil des gleichnamigen Albums am 21. März 1977 bei Albert Music. Am 30. September 1977 erschien das Lied als dritte Singleauskopplung aus dem Album. Diese erschien als 7″-Single mit der B-Seite Problem Child.

## Inhalt
Das Lied bietet eine verkürzte, fiktionalisierte Version der Geschichte des Rock ’n’ Roll. Aufbauend auf einer Zeile aus Chuck Berrys Roll Over Beethoven („… tell Tchaikovsky the news“), enthüllt Let There Be Rock, dass Tchaikovsky die Nachricht tatsächlich erhielt und sie anschließend mit den Massen teilte, was zum Aufstieg des Rock ’n’ Roll führte.
In der Folge traten überall Rockbands auf, die Musiker wurden berühmt (und die Unternehmen verdienten daran), und Millionen von Menschen lernten, E-Gitarre zu spielen. In der dritten und letzten Strophe ist von einer „42-Dezibel“-Rockband die Rede, die in einem Lokal namens „The Shaking Hand“ gute, laute Musik spielt. In Live-Versionen des Liedes wird dies gewöhnlich in „92 Dezibel“ geändert. Nach der letzten Strophe endet der Song mit einem ausgedehnten Solo von Angus Young, das hauptsächlich aus Tremolo-Picking, Saitenbiegungen und Hammer-ons besteht.

## Liveversionen
Let There Be Rock wurde auf vier der sechs offiziellen Livealben der Band aufgenommen: If You Want Blood You've Got It (gesungen von Bon Scott, 1978), Live: 2 CD Collector's Edition (gesungen von Scotts Nachfolger Brian Johnson, 1992), Let There Be Rock: The Movie (Scott, 1979), veröffentlicht 1997 als Teil der Bonfire-Box, Stiff Upper Lip Tour Edition (Johnson, 2001), aufgenommen auf der Plaza De Toros in Madrid im Jahr 1996 und Live at River Plate (Johnson, 2012), zuletzt aufgenommen während der Black Ice World Tour von AC/DC im River Plate Stadium in Buenos Aires am 4. Dezember 2009.

## Musikvideo
Das Musikvideo zu „Let There Be Rock“ wurde im Juli 1977 gedreht. Es wurde in der Kirk Gallery Church in Surry Hills, New South Wales, aufgenommen und zeigt Bon Scott, Angus Young, Malcolm Young, Phil Rudd und Cliff Williams, der Mark Evans als Bassist der Band kurz nach der Veröffentlichung des Albums Let There Be Rock ersetzte. Dies war einer der ersten öffentlichen Auftritte von Williams mit AC/DC. Scott war als Priester gekleidet und der Rest der Band als Messdiener, wobei Angus Young einen Heiligenschein auf dem Kopf trug. Gegen Ende des Videos sieht man Angus und den Rest der Band beim Jammen, während er die Gitarre spielt. In einem alternativen Ende des Videos werden die Farben gemorpht und die Kamera zoomt auf das Buntglasfenster.

## Mitwirkende
- Mark Evans – Bass[4]
- Robert Lange – Produzent
- Phil Rudd – Schlagzeug
- Bon Scott – Gesang
- Harry Vanda – Produzent
- Angus Young – Gitarre
- Malcolm Young – Gitarre

## Rezeption
Der Guardian setzte das Lied auf Platz vier seiner Liste der „40 besten AC/DC-Songs“, und das britische Rockmagazin Kerrang! auf Platz drei seiner Liste der „20 besten AC/DC-Songs“.

### Auszeichnungen für Musikverkäufe
| Land/Region | Auszeichnungen für Musikverkäufe (Land/Region, Auszeichnung, Verkäufe) | Verkäufe |
| ----------- | ---------------------------------------------------------------------- | -------- |
| Kanada (MC) | Gold                                                                   | 40.000   |
| Insgesamt   | 1× Gold ·                                                              | 40.000   |

Hauptartikel: AC/DC/Auszeichnungen für Musikverkäufe

## Bedeutung in der Popkultur
Das Lied wurde auch in dem gleichnamigen Titel der Drive-By Truckers aus dem 2001 erschienenen Album Southern Rock Opera erwähnt. Der Song erwähnt ausdrücklich Bon Scott, Randy Rhoads sowie andere verstorbene Rockstars wie die Mitglieder von Lynyrd Skynyrd und Phil Lynott von Thin Lizzy.

## Coverversionen (Auswahl)
- Die britische Thrash-Metal-Band Onslaught veröffentlichte eine Coverversion auf ihrer gleichnamigen EP von 1987 und auf ihrem Album In Search of Sanity von 1989. Die Version von In Search of Sanity erreichte Platz 46 der britischen Singlecharts.[7][8]